# Episodi di The Walking Dead (undicesima stagione)
L'undicesima e ultima stagione della serie televisiva The Walking Dead, composta da ventiquattro episodi, è stata trasmessa in prima visione negli Stati Uniti d'America dall'emittente AMC dal 22 agosto 2021 al 20 novembre 2022. È suddivisa in tre parti da 8 episodi ciascuna, la prima trasmessa dal 22 agosto al 10 ottobre 2021, la seconda parte dal 20 febbraio al 10 aprile 2022 mentre la terza dal 2 ottobre al 20 novembre 2022.
La stagione è stata resa disponibile una settimana prima della sua messa in onda su AMC+, eccetto  l'ultimo episodio, dal 15 agosto 2021 al 6 novembre 2022.
In Italia, la stagione è stata pubblicata sulla piattaforma streaming on demand Disney+ dal 23 agosto 2021 al 21 novembre 2022, proposta il giorno seguente la messa in onda originale.
| nº | Titolo originale | Titolo italiano           | Prima TV USA      | Pubblicazione Italia |
| -- | ---------------- | ------------------------- | ----------------- | -------------------- |
| 1  | Acheron: Part I  | Acheronte - Prima parte   | 22 agosto 2021    | 23 agosto 2021       |
| 2  | Acheron: Part II | Acheronte - Seconda parte | 29 agosto 2021    | 30 agosto 2021       |
| 3  | Hunted           | A caccia                  | 5 settembre 2021  | 6 settembre 2021     |
| 4  | Rendition        | Il battesimo              | 12 settembre 2021 | 13 settembre 2021    |
| 5  | Out of the Ashes | Dalle ceneri              | 19 settembre 2021 | 20 settembre 2021    |
| 6  | On the Inside    | Qualunque cosa accada     | 26 settembre 2021 | 27 settembre 2021    |
| 7  | Promises Broken  | Promesse spezzate         | 3 ottobre 2021    | 4 ottobre 2021       |
| 8  | For Blood        | Per il sangue             | 10 ottobre 2021   | 11 ottobre 2021      |
| 9  | No Other Way     | Non c'è altra via         | 20 febbraio 2022  | 21 febbraio 2022     |
| 10 | New Haunts       | Nuovo tormento            | 27 febbraio 2022  | 28 febbraio 2022     |
| 11 | Rogue Element    | Chi sei tu?               | 6 marzo 2022      | 7 marzo 2022         |
| 12 | The Lucky Ones   | I più fortunati           | 13 marzo 2022     | 14 marzo 2022        |
| 13 | Warlords         | I signori della guerra    | 20 marzo 2022     | 21 marzo 2022        |
| 14 | The Rotten Core  | I putrefatti              | 27 marzo 2022     | 28 marzo 2022        |
| 15 | Trust            | Vieni con me              | 3 aprile 2022     | 4 aprile 2022        |
| 16 | Acts of God      | Dio                       | 10 aprile 2022    | 11 aprile 2022       |
| 17 | Lockdown         | Menzogne                  | 2 ottobre 2022    | 3 ottobre 2022       |
| 18 | A New Deal       | Un nuovo accordo          | 9 ottobre 2022    | 10 ottobre 2022      |
| 19 | Variant          | Regno due punto zero      | 16 ottobre 2022   | 17 ottobre 2022      |
| 20 | What's Been Lost | Quello che abbiamo perso  | 23 ottobre 2022   | 24 ottobre 2022      |
| 21 | Outpost 22       | Avamposto 22              | 30 ottobre 2022   | 31 ottobre 2022      |
| 22 | Faith            | Fede                      | 6 novembre 2022   | 7 novembre 2022      |
| 23 | Family           | Famiglia                  | 13 novembre 2022  | 14 novembre 2022     |
| 24 | Rest in Peace    | Riposa in pace            | 20 novembre 2022  | 21 novembre 2022     |

## Acheronte - Prima parte
- Titolo originale: Acheron: Part I
- Diretto da: Kevin Dowling
- Scritto da: Angela Kang e Jim Barnes

### Trama
Il gruppo di Alexandria recupera provviste da un deposito militare infestato dai vaganti e viene costretto a farsi strada con la forza per uscirne. Tornati ad Alexandria calcolano che basteranno per una sola settimana, così Maggie propone di dirigersi verso il suo vecchio insediamento chiamato Meridian. Maggie racconta che furono attaccati da un gruppo di persone che lo occupò costringendoli alla fuga, ma che possiede provviste.
Nel frattempo Eugene, Yumiko, Ezekiel e Principessa vengono interrogati dal Commonwealth per numerose ore e tenuti imprigionati. Mentre cercano un modo per scappare ed evitare un misterioso "riprocessamento", Principessa scopre che due guardie durante la pausa si appartano per fare sesso, così rubano le loro uniformi per fingere di portare Ezekiel e Principessa al riprocessamento e fuggire. Mentre escono dal retro, scoprono una bacheca dove le persone lasciano foto dei loro cari dispersi e Yumiko trova un messaggio del fratello scomparso convincendo gli altri a restare. 
Nel frattempo Maggie guida un folto gruppo verso Meridian attraverso una metropolitana per ripararsi dalla pioggia. Negan, che fa da guida conoscendo la città, viene ripetutamente maltrattato durante il viaggio e alla fine sbotta contestando le continue decisioni sbagliate di Maggie, dicendole che se vuole ucciderlo può farlo anche subito. Maggie liquida la questione e ribadisce che è lei al comando per votazione, ma il gruppo s'imbatte in una mandria di vaganti. Daryl segue Cane verso un anfratto, mentre il resto del gruppo si ritira passando sopra un vagone. Maggie rimane l'ultima a salire e quando è in difficoltà Negan, che è davanti a lei, decide di abbandonarla.
- Guest star: Angel Theory (Kelly), C. Thomas Howell (Roy), Jackson Pace (Gage), Glenn Stanton (Frost), Okea Eme-Akwari (Elijah), Laurie Fortier (Agatha), James Devoti (Cole).
- Altri interpreti: Antony Azor (RJ), Kien Michael Spiller (Hershel Rhee), Carrie Genzel (Clark), Marcus Lewis (Duncan), Matthew Cornwell (Evans), Mariana Novak (soldatessa), Brandon O'Dell (Rifugiato), Mala Bhattacharya (Rifugiata), Joshua Haire (uomo stravagante).
- Ascolti USA: telespettatori 2.216.000 – rating 18-49 anni 0,60%[8]

## Acheronte - Seconda parte
- Titolo originale: Acheron: Part II
- Diretto da: Kevin Dowling
- Scritto da: Angela Kang e Jim Barnes

### Trama
Al Commonwealth Ezekiel viene separato dagli altri dopo avere discusso con un soldato che sembra il capo. Yumiko pretende di parlare con gli interrogatori contestando il loro operato, mentre Principessa scompare dopo essere andata in bagno. Eugene, rimasto solo, viene nuovamente interrogato e confessa di essere lì per incontrare Stephanie, quindi viene portato dagli altri dove viene detto loro che hanno superato la selezione e hanno diritto all'asilo presso il Commonwealth. Poco dopo, Stephanie si fa avanti per conoscere Eugene.
Nel frattempo Negan e il resto del gruppo si rifugia nel vagone, venendo raggiunti poco dopo da Maggie che è riuscita a fuggire passando da sotto. Maggie accusa Negan di averla abbandonata, ma egli si giustifica dicendo che aveva ammesso poco prima di volerlo uccidere. La discussione viene interrotta perché Gage, un membro del gruppo separato dagli altri, arriva alla porta bloccata del vagone inseguito dai vaganti. Maggie impedisce al gruppo di aprire la porta per aiutarlo perché non riuscirebbero a salvarsi dai vaganti alle sue spalle e Gage si suicida davanti a loro, trasformandosi in vagante. L'orda sfonda comunque la porta e il gruppo cerca di sfuggire sfondando l'altra porta del vagone. Daryl nel frattempo ha attraversato i tunnel con Cane e raggiunge il resto del gruppo, aiutandoli a sfuggire ai vaganti. Il gruppo esce finalmente dalla metropolitana e Maggie propone di rifornirsi ad un deposito vicino che conosce, ma lungo la strada vengono attaccati da un gruppo di uomini mascherati.
- Guest star: C. Thomas Howell (Roy), Jackson Pace (Gage), Glenn Stanton (Frost), Laurie Fortier (Agatha), Okea Eme-Akwari (Elijah), James Devoti (Cole), Chelle Ramos (Shira).
- Altri interpreti: Carrie Genzel (Clark), Marcus Lewis (Duncan), Matthew Cornwell (Evans), Mariana Novak (soldatessa), Marcello Audino (soldato Vazquez).
- Ascolti USA: telespettatori 1.990.000 – rating 18-49 anni 0,52%[9]

## A caccia
- Titolo originale: Hunted
- Diretto da: Frederick E.O. Toye
- Scritto da: Vivian Tse

### Trama
Il gruppo si separa per sfuggire all'attacco degli uomini mascherati, i Mietitori. Maggie si rifugia in un edificio abbandonato, braccata dai Mietitori, dove si ricongiunge a Negan e Alden, quest'ultimo rimasto ferito nello scontro. Proseguendo i tre incontrano Agatha e Ducan, ma quest'ultimo, in fin di vita, viene finito da Maggie. Intanto Gabriel, rimasto solo, incontra un Mietitore gravemente ferito nello scontro che gli chiede di pregare per lui, ma Gabriel lo uccide dicendo che Dio non c'è più. Altrove Carol, Rosita, Magna e Kelly riescono a catturare dei cavalli per la comunità. Nel frattempo Maggie e gli altri vengono attaccati da un'orda di vaganti e Agatha rimane uccisa. I tre si rifugiano in una chiesa nella foresta dove Alden chiede di essere lasciato indietro perché li sta rallentando, come già suggerito da Negan. Maggie accusa quest'ultimo di essere la causa delle loro sventure, ma alla fine si allontana con Negan lasciando ad Alden provviste ed un coltello.
- Guest star: Angel Theory (Kelly), Laurie Fortier (Agatha), Glenn Stanton (Frost), Okea Eme-Akwari (Elijah), James Devoti (Cole).
- Altri interpreti: Anabelle Holloway (Gracie), Antony Azor (RJ), Kien Michael Spiller (Hershel Rhee), Marcus Lewis (Duncan), Hans Christopher (Nicholls).
- Ascolti USA: telespettatori 1.873.000 – rating 18-49 anni 0,49%[10]

## Il battesimo
- Titolo originale: Rendition
- Diretto da: Frederick E.O. Toye
- Scritto da: Nicole Mirante-Matthews

### Trama
Separato dagli altri Daryl ritrova Cane accanto a Leah, la ragazza con la quale aveva avuto una relazione anni prima, che scopre essere parte dei Mietitori. Catturato da loro, viene torturato e interrogato sul suo gruppo, ma egli continua a sostenere di essere solo e di avere solo scambiato del cibo con le persone con cui viaggiava. Leah cerca di convincerlo a parlare e Daryl, per guadagnarsi la loro fiducia, descrive Maggie, Negan e Gabriel dicendo che quel gruppo è molto numeroso. Leah convince il capo dei mietitori, Pope, ad incontrare Daryl per farlo entrare nel gruppo. Daryl viene portato in una capanna con Leah, ma vengono chiusi dentro e appiccato un incendio. Daryl riesce a uscire con Leah, scoprendo che è stata solo una prova per farlo entrare nel gruppo. Pope racconta quindi a Daryl che sono ex soldati veterani dell'Afghanistan che si considerano fra loro fratelli. Egli loda davanti agli altri come Daryl abbia fatto uscire prima Leah dal capanno in fiamme, quindi punisce uno dei suoi uomini gettandolo nel falò acceso per essere fuggito dal nemico causando a suo dire la morte di un compagno.
- Guest star: Lynn Collins (Leah Shaw), Ritchie Coster (Pope), Alex Meraz (Carver), Glenn Stanton (Frost), Dikran Tulaine (Mancea), Jacob Young (Deaver), Branton Box (Lomas), Laurie Fortier (Agatha).
- Altri interpreti: Michael Shenefelt (Bossie), Eric LeBlanc (Powell), Robert Hayes (Wells), Ethan McDowell (Washington), Dane Davenport (Ancheta), Zac Zedalis (Boone), Lex Lauletta (Austin).
- Ascolti USA: telespettatori 1.884.000 – rating 18-49 anni 0,46%[11]

## Fuori dalle ceneri
- Titolo originale: Out of the Ashes
- Diretto da: Greg Nicotero
- Scritto da: LaToya Morgan

### Trama
Al Commonwealth, Yumiko ritrova suo fratello, mentre Eugene, Ezekiel e Principessa scoprono che la burocrazia richiede settimane di attesa, perciò cercano di contattare Alexandria. Aiutati da Stephanie, Eugene riesce a comunicare con Rosita ricevendo gli ultimi aggiornamenti, ma subito dopo vengono arrestati per comunicazione non autorizzata. Prima che possano essere esiliati per il loro crimine, Stephanie lo impedisce grazie all'intercessione di Hornsby, il vice governatore del Commonwealth. Intanto Meggie e Negan raggiungono l'avamposto dove vengono infine raggiunti da Gabriel e Elijah. Nel frattempo Aaron, Carol, Jerry e Lydia si dirigono a Hilltop alla ricerca di strumenti per Alexandria. Lì uccidono i vaganti rimasti e catturano un ex Sussurratore di nome Keith, interrogandolo. Lydia intercede per lui, ma nessuno gli crede quando dice di essere solo e, quando lo portano nel seminterrato, scoprono infatti che ci sono altre persone. Quando Keith aggredisce Aaron, le persone scappano, perciò lo fanno mordere alla mano da un vagante per convincerlo a parlare. Quando infine si rendono conto della crudeltà che stanno perpetrando, decidono di lasciarlo andare lasciandogli del cibo che hanno trovato. Prima che se ne vadano, Keith rivela loro di avere visto Connie nelle vicinanze.
- Guest star: Michael James Shaw (Mercer), Josh Hamilton (Lance Hornsby), Margot Bingham (Stephanie Vega), Ian Anthony Dale (Tomi), Okea Eme-Akwari (Elijah), Chelle Ramos (Shira), Brad Fleischer (Keith), Jesse Boyd (Lupo biondo).
- Altri interpreti: Anabelle Holloway (Gracie), Antony Azor (RJ), Kien Michael Spiller (Hershel Rhee), Pilot Bunch (Vincent), Matt Mercurio (Charles), Rebecca Ray (impiegata), Ryan Vo (spacciatore di carta del Commonwealth), Franco Barberis (supervisore).
- Ascolti USA: telespettatori 1.914.000 – rating 18-49 anni 0,51%[12]

## Qualunque cosa accada
- Titolo originale: On the Inside
- Diretto da: Greg Nicotero
- Scritto da: Kevin Deiboldt

### Trama
Connie e Virgil fuggono dai vaganti e si rifugiano in una casa, mentre Kelly parte alla sua ricerca aiutata da Magna, Carol e Rosita. Connie perlustrando la casa vede un'altra figura attraverso un buco della parete e allarma Virgil, ma i due vengono separati e aggrediti da un uomo selvaggio che cammina a quattro zampe. I due riescono a ricongiungersi e tentano di fuggire dalla casa, ma vengono aggrediti da altri selvaggi che feriscono Virgil. Connie si copre di interiora di un cadavere e fa entrare i vaganti che attaccano i selvaggi, riuscendo a uscire. All'esterno, raggiunti da altri selvaggi, vengono salvati da Kelly e le altre appena sopraggiunte. Nel frattempo i Mietitori torturano Frost, catturato con Daryl, per farsi dire dove si trova il resto del gruppo. Pope ordina a Daryl di continuare l'interrogatorio ed egli taglia un dito a Frost che rivela l'ubicazione di una casa. Daryl, Leah e altri Mietitori vengono mandati per controllare, ma la casa si rivela vuota. Daryl di nascosto muove un cavo elettrico per segnalare la loro presenza a Maggie e gli altri, nascosti in una casa vicina. I mietitori perlustrano le case e quando raggiungono il nascondiglio, lo trovano vuoto. Daryl nota Maggie nascosta sotto il pavimento e rivela indirettamente informazioni suoi Mietitori parlando con uno di loro. Non trovando nessuno, Daryl e i Mietitori tornano al loro insediamento dove Pope ha torturato a morte Frost dicendo che gli ha rivelato tutto ciò che gli serviva.
- Guest star: Lynn Collins (Leah Shaw), Kevin Carroll (Virgil), Ritchie Coster (Pope), Angel Theory (Kelly), Alex Meraz, Glenn Stanton (Frost), Okea Eme-Akwari (Elijah), Dikran Tulaine (Mancea), Branton Box (Lomas).
- Altri interpreti: Eric LeBlanc (Powell), Ethan McDowell (Washington).
- Ascolti USA: telespettatori 1.782.000 – rating 18-49 anni 0,43%[13]

## Promesse spezzate
- Titolo originale: Promises Broken
- Diretto da: Sharat Raju
- Scritto da: Julia Ruchman

### Trama
Al Commonwealth Ezekiel, Principessa, Eugene e Stephanie devono liberare degli edifici dai vaganti come pena per aver infranto le regole. Yumiko invece, dato il suo curriculum, è invitata a lavorare nell'ufficio del gabinetto e cerca di parlare con la governatrice Milton per intercedere per i suoi amici. Tomi, il fratello di Yumiko, viene arrestato senza motivo e lei chiede spiegazioni a Hornsby, che fa intendere a Yumiko di volere il suo appoggio in cambio del suo aiuto. Eugene e Stephanie difendono una coppia di fidanzati dall'attacco di alcuni vaganti, ma l'uomo li insulta per avere rovinato il suo appuntamento ed Eugene lo colpisce. Per avere aggredito quello che è il figlio della governatrice, Eugene viene incarcerato ed Hornsby gli dice che sarà liberato se fornirà il nome e le coordinate della sua comunità. Intanto Daryl e Leah vengono mandati da Pope a cercare i loro nemici; trovano un uomo che dice di cercare cibo per la moglie ferita, perciò gli chiedono di portarli dalla sua famiglia, mentre Pope via radio ordina di uccidere i sopravvissuti. Daryl e Leah seguono l'uomo ed effettivamente trovano la moglie gravemente ferita con il figlio. Leah ordina all'uomo di fuggire con suo figlio, ma non riesce ad uccidere la donna. Daryl lo fa al suo posto e Leah dice che racconterà che li ha uccisi tutti lui. Nel frattempo Maggie intende portare comunque l'assalto ai Mietitori, nonostante siano rimasti in quattro. Negan accetta di aiutarli comunque con la promessa che non dovrà più guardarsi le spalle da Maggie. Quest'ultima elabora un piano: istruiti da Negan, imparano le tecniche dei Sussurratori. Camuffati quindi da vaganti, radunano un'orda di vaganti dirigendola verso Meridian.
- Guest star: Lynn Collins (Leah Shaw), Josh Hamilton (Lance Hornsby), Margot Bingham (Stephanie Vega), Ritchie Coster (Pope), Ian Anthony Dale (Tomi), Chelle Ramos (Shira), Okea Eme-Akwari (Elijah), Teo Rapp-Olson (Sebastian Milton), Burke Brown (giovane padre), Dikran Tulaine (Mancea), Branton Box (Lomas).
- Altri interpreti: Eric LeBlanc (Powell), Ethan McDowell (Washington), Robert Hayes (Wells), Lex Lauletta (Austin), Dane Davenport (Ancheta), Courtney Dietz (Kayla), Jason Turner (Marcus Colvin), Liz McGeever (giovane madre), Brisco De Poalo (ragazzino di nove anni).
- Ascolti USA: telespettatori 1.891.000 – rating 18-49 anni 0,47%[14]

## Per il sangue
- Titolo originale: For Blood
- Diretto da: Sharat Raju
- Scritto da: Erik Mountain

### Trama
Ad Alexandria si abbatte una violenta tempesta; mentre alcuni cercano di riparare una breccia nella recinzione e spegnere l'incendio che si è sviluppato, i bambini con altri sono barricati in casa. Nonostante tutto i vaganti invadono il rifugio e mentre alcuni si rifugiano al piano di sopra, Judith e Grace rimangono separati dagli altri. Nel frattempo i Mietitori avvistano l'orda di vaganti e Pope manda uno dei suoi per allontanarli, ma Negan lo pugnala e viene divorato dai vaganti. Pope capisce che Maggie è vicina, ma quando l'orda torna all'attacco viene diradata dal campo minato davanti all'insediamento. Maggie e Gabriel si defilano ed entrano di nascosto da un varco nella recinzione grazie all'aiuto di Daryl che uccide una delle guardie. Pope ordina di approntare "Hwacha", un lanciarazzi multiplo, perciò Daryl confessa a Leah tutta la verità per convincerla a non usare l'arma. Intanto Maggie ruba un automezzo e lo fa schiantare sulla recinzione, aprendo un varco per fare entrare l'orda. Pope ordina di fare fuoco con Hwacha sul piazzale dove sono presenti anche i suoi uomini, considerandoli pedine sacrificabili. Quando Daryl fa per attaccarlo, Leah lo precede e lo pugnala a morte, ma poi avvisa tutti via radio che Daryl è un traditore e ha ucciso Pope, lasciando che si allontani. Quando si riunisce ai suoi amici nel cortile, Leah ordina ai suoi di ritirarsi e poi fa fuoco con l'Hwacha.
- Guest star: Lynn Collins (Leah Shaw), Josh Hamilton (Lance Hornsby), Kevin Carroll (Virgil), Ritchie Coster (Pope), Angel Theory (Kelly), Alex Meraz (Carver), Okea Eme-Akwari (Elijah), Kerry Cahill (Dianne), Nadine Marissa (Nabila), Branton Box (Lomas), Jacob Young (Deaver).
- Altri interpreti: Mandi Christine Kerr (Barbara), Anabelle Holloway (Gracie), Antony Azor (RJ), Kien Michael Spiller (Hershel Rhee), Zac Zedalis (Boone), Eric LeBlanc (Powell), Robert Hayes (Wells), Lex Lauletta (Austin), Dane Davenport (Ancheta).
- Ascolti USA: telespettatori 1.914.000 – rating 18-49 anni 0,53%[15]

## Non c'è altra via
- Titolo originale: No Other Way
- Diretto da: Jon Amiel
- Scritto da: Corey Reed

### Trama
Ad Alexandria, Judith e Grace sono nello scantinato che si sta allagando per la pioggia e vengono raggiunti dai vaganti. Aaron sente il fischietto della figlia adottiva e le raggiunge tramite una finestra, facendole uscire, ma rimanendo bloccato nello scantinato. Lydia, attirata anche lei dal fischietto, lo aiuta ad uscire. Nel frattempo l’orda viene distrutta dal hwacha dei Mietitori, ma il gruppo di Maggie riesce a rifugiarsi all'interno, uccidendo i Mietitori che incontra. Daryl, Maggie, Negan ed Elijah catturano uno dei Mietitori, quindi Daryl offre a Leah un incontro per discutere una tregua. Daryl offre di liberare il prigioniero per lasciarli andare senza spargere altro sangue, ma la donna rifiuta sicura del suo cecchino che li tiene in scacco. Gabriel ha però preso il posto di quest'ultimo, perciò costringe Leah ad accettare la resa. Mentre stanno per andarsene però, Maggie uccide i Mietitori rimasti e ferisce Leah che fugge. Daryl la raggiunge rammaricandosi di come siano andate le cose e la lascia andare. Maggie torna alla chiesa, ma scopre che Alden si è trasformato in vagante. Negan decide di andarsene perché capisce che la donna non smetterà di provare rancore verso di lui. Maggie e gli altri tornano ad Alexandria con le provviste, ma poco dopo vengono raggiunti da una delegazione del Commonwealth con Eugene e Hornsby che propone di unirsi a loro. Sei mesi dopo, Maggie si trova sulle mura di Hilltop con davanti un manipolo di soldati del Commonwealth tra cui Daryl.
- Guest star: Lynn Collins (Leah Shaw), Josh Hamilton (Lance Hornsby), Angel Theory (Kelly), Alex Meraz (Carver), Okea Eme-Akwari (Elijah), Kerry Cahill (Dianne), Branton Box (Lomas), Dikran Tulaine (Mancea).
- Altri interpreti: Mandi Christine Kerr (Barbara), Anabelle Holloway (Gracie), Antony Azor (RJ), Kien Michael Spiller (Hershel Rhee), Ethan McDowell (Washington), Zac Zedalis (Boone), Lex Lauletta (Austin)
- Ascolti USA: telespettatori 1.756.000 – rating 18-49 anni 0,53%[16]

## Nuovo tormento
- Titolo originale: New Haunts
- Diretto da: Jon Amiel
- Scritto da: Magali Lozano

### Trama
Trenta giorni dopo il loro arrivo al Commonwealth, il gruppo si è integrato con diversi lavori. Carol scopre con l'aiuto di Tomi che Ezekiel è in fondo lista d'attesa per il suo intervento, perciò procura a Hornsby del vino per una serata di gala per fare salire Ezekiel al primo posto della lista. Daryl e Rosita sono arruolati come guardie di sicurezza alla stessa serata di gala, dove Mercer partecipa accompagnato da Principessa che nota Tyler, il soldato che aveva catturato alla stazione ferroviaria, che lavora come cameriere. Durante il discorso della governatrice Pamela Milton alla serata, Tyler sbotta prendendo in ostaggio Max, l'assistente di Milton, denunciando di come abbia perso tutto per un errore, le discriminazioni verso i lavoratori e le altre ingiustizie presenti. Tyler quindi fugge, ma viene raggiunto da Daryl che lo convince a consegnarsi e permette a Sebastian di prendersene il merito. Rosita interroga Magna, che lavora come caposala alla serata e sostiene di non sapere nulla di Tyler, ma fa notare come non abbia torto. Tre giorni dopo, Daryl e Rosita entrano ufficialmente nell’esercito del Commonwealth e Rosita trova un rifugio della resistenza al Commonwealth scoprendo che non si tratta di una protesta isolata.
- Guest star: Josh Hamilton (Lance Hornsby), Laila Robins (Pamela Milton), Ian Anthony Dale (Tomi), Angel Theory (Kelly), Teo Rapp-Olson (Sebastian Milton), Cameron Scott Roberts (soldato), Nadine Marissa (Nabila).
- Altri interpreti: Antony Azor (RJ), Chiara Misawa (Mei), Michael Hanson (Jake Daniels), Bruce Blackshear (vagante), Braian Rivera Jimenez (Green), Sharon Conley (Sally), Sean McCracken (portiere).
- Ascolti USA: telespettatori 1.604.000 – rating 18-49 anni 0,41%[17]

## Chi sei tu?
- Titolo originale: Rogue Element
- Diretto da: Michael Cudlitz
- Scritto da: David Leslie Johnson-McGoldrick

### Trama
Carol accompagna Hornsby ad una comunità con cui il Commonwealth commercia per ottenere oppio dai papaveri per l’ospedale. La donna capisce che il loro capo sta segretamente rubando il denaro ai lavoratori, facendolo così arrestare. Intanto Connie e Kelly lavorano come giornaliste e indagano su Tyler Davis, ricoverato da un mese in ospedale, incalzando Mercer e dicendo di sapere che è il fratello di Max. Una sera Mercer scopre che Tyler è stato portato via dall'ospedale senza il suo consenso, mentre Connie e Kelly ricevono una lista di nomi in cui figura Tyler. Nel frattempo Eugene dice a Stephanie di amarla venendo contraccambiato, ma la sera stessa la ragazza fa le valigie e scompare. Eugene si convince di un complotto governativo che l'ha costretta a fuggire, quindi insieme a Principessa si intrufola nell'appartamento di un uomo che ha visto uscire dalla palazzina di Stephanie la sera della scomparsa. Vengono tuttavia scoperti e arrestati, ma Hornsby spiega il malinteso dicendo che Stephanie ha semplicemente chiesto un trasferimento, lasciandoli andare. Eugene tuttavia si convince ancora di più che ci sia un complotto e s'intrufola nell'edificio che ha visto più volte frequentare da quell'uomo, scoprendo infine l'amara verità: Stephanie, il cui vero nome è Shira, lavora per Hornsby e ha finto di invaghirsi di lui per ottenere la posizione di Alexandria. Tuttavia, come fa notare Hornsby, questo è andato a favore di tutti, dato che loro stavano morendo di fame. Eugene è emotivamente distrutto, ma più tardi viene avvicinato da Max, che gli confessa di essere la donna con cui aveva parlato alla radio per tutto il tempo.
- Guest star: Josh Hamilton (Lance Hornsby), Margot Bingham (Max Mercer), Angel Theory (Kelly), Chelle Ramos (Shira), Michael Tourek (Roman Calhoun), Aneesh Sheth (Jan).
- Altri interpreti: William Mark McCullough (Moto), MaryJean Feton (anziana), Bruno Rose (addetto alle comunicazioni), Darrell Snedeger (soldato in ospedale), David E. Collier (agente della logistica), Carrie Walrond Hood (infermiera).
- Ascolti USA: telespettatori 1.672.000 – rating 18-49 anni 0,42%[18]

## I più fortunati
- Titolo originale: The Lucky Ones
- Diretto da: Tawnia McKiernan
- Scritto da: Vivian Tse

### Trama
Max spiega a Eugene di aver usato il nome di sua madre Stephanie quando iniziò a contattarlo in segreto. Un giorno suo fratello Mercer la scoprì costringendola ad interrompere le comunicazioni e Hornsby fece prendere a Shira il suo posto. Intanto Ezekiel scopre di essere in cima alla lista per l'intervento e capisce ben presto sia opera di Carol. Nel frattempo Pamela visita Alexandria, Oceanside e Hilltop per stringere accordi commerciali con loro. Mentre la prima comunità è ansiosa di allearsi al Commonwealth, Oceanside dice che si uniranno a loro solo se lo farà anche a Hilltop. Raggiunto quest'ultima comunità, Pamela cerca di convincere Maggie dell'accordo e le due discutono sulle diverse visioni di governo e leadership delle comunità; Maggie contesta il disequilibrio tra la popolazione, ma Pamela fa notare di come abbia più responsabilità. Alla fine Maggie rifiuta l'accordo perché non si fida di alcuni, generando frustrazione in alcuni membri della comunità come Dianne che decide di abbandonare Hilltop per unirsi al Commonwealth. Hornsby insiste con Pamela per lasciargli convincere Maggie e la governatrice, pur dicendogli apertamente che sa che lo fa per l'ambizione di governarle in seguito, acconsente.
- Guest star: Josh Hamilton (Lance Hornsby), Margot Bingham (Max Mercer), Laila Robins (Pamela Milton), Ian Anthony Dale (Tomi), Kerry Cahill (Dianne), Avianna Mynhier (Rachel Ward), Okea Eme-Akwari (Elijah), Chelle Ramos (Shira).
- Altri interpreti: Kien Michael Spiller (Hershel Rhee), Nicholas Velez (Theo).
- Ascolti USA: telespettatori 1.582.000 – rating 18-49 anni 0,38%[19]

## I signori della guerra
- Titolo originale: Warlords
- Diretto da: Loren Yaconelli
- Scritto da: Jim Barnes e Erik Mountain

### Trama
Un ragazzo di nome Jesse arriva moribondo ai cancelli di Hilltop. Maggie, Lidya e Eliah seguono la mappa che trasportava incontrando dei soldati del Commonwealth trasformati in vaganti e poco dopo Aaron. Una settimana prima Aaron, Gabriel, Jesse e Toby si dirigono ad un comunità per convincerla ad entrare nel Commonwealth. Il loro capo si dimostra diffidente e minaccia di ucciderli perché pensa siano in malafede, ma Aaron e Gabriel lo convincono a lasciarli andare. Quando questi accetta, Toby lo uccide eliminando la resistenza con l'aiuto dei soldati rimasti fuori. Egli è in realtà un ex agente della CIA, inviato da Hornsby per cercare delle armi che questa comunità avrebbe rubato. Jesse, spaventato cerca di fuggire e s'imbatte in Negan, unitosi al gruppo, che gli dà indicazioni per raggiungere Hilltop. Mentre fugge viene però colpito dai soldati e giunge moribondo a Hilltop. Intanto, Gabriel e Aaron si ribellano al Commonwealth per la loro ferocia; Aaron fugge incontrando Maggie e gli altri, mentre Gabriel viene salvato da Negan e si rifugia nell'edificio con gli altri sopravvissuti.
- Guest star: Josh Hamilton (Lance Hornsby), Michael Biehn (Ian), Jason Butler Harner (Toby Carlson), Medina Senghore (Annie), Okea Eme-Akwari (Elijah), Connor Hammond (Jesse).
- Altri interpreti: Kien Michael Spiller (Hershel Rhee), Gustavo Gomez (Marco), Michael Hanson (Jake Daniels), Braian Rivera Jimenez (Green), Henry Bazemore Jr. (sergente Crowe), Jenique Hendrix (Hart), Camry Rose Brault (soldato della spedizione).
- Ascolti USA: telespettatori 1.789.000 – rating 18-49 anni 0,45%[20]

## I putrefatti
- Titolo originale: The Rotten Core
- Diretto da: Marcus Stokes
- Scritto da: Erik Mountain e Jim Barnes

### Trama
Sebastian costringe Daryl e Rosita a recuperare del denaro nella villa di un suo amico invasa dai vaganti, poiché sua madre gli ha tagliato i fondi. Cosparsi di interiora, i due riescono a oltrepassare l’orda e ad entrare nella casa. Lì trovano April, una donna che dice di essere stata costretta dai soldati a tentare di recuperare il denaro insieme ad altri, ma di essere l’unica sopravvissuta. Daryl e Rosita recuperano il denaro, ma fanno scattare l'allarme che attira i vaganti. Carol, non trovando Daryl, chiede aiuto a Mercer e i due raggiungono Daryl e Rosita, con cui lasciano la casa sebbene April rimanga uccisa. Mercer uccide i due soldati del Commonwealth fedeli a Sebastian, ma suggerisce loro di portare i soldi al figlio della governatrice per evitare ripercussioni. Nel frattempo Maggie, Aaron, Lidya e Elijah raggiungono l'edificio e si ricongiungono a Gabriel, Negan e gli altri sopravvissuti. Quest'ultimo spiega di vivere lì e di avere sposato Annie, incinta di 12 settimane. Negan scopre che Hershel si è intrufolato nel camioncino con cui Maggie e gli altri sono partiti da Hilltop, salvandolo dal Commonwealth. Il bambino però, intuisce che sia colui che ha ucciso suo padre e minaccia di ucciderlo, ma Negan lo convince a desistere perché attirerebbe i soldati. Nel frattempo Aaron e Gabriel attirano Toby sul tetto, uccidendolo insieme agli altri soldati. Mentre Maggie e gli altri si organizzano per spostare i sopravvissuti, Aaron e Gabriel decidono di tornare al Commonwealth, chiedendosi chi sia stato a rubare le armi. In realtà è stata opera di Leah.
- Guest star: Josh Hamilton (Lance Hornsby), Jason Butler Harner (Toby Carlson), Medina Senghore (Annie), Wynn Everett (April), Okea Eme-Akwari (Elijah), Teo Rapp-Olson (Sebastian Milton).
- Altri interpreti: Kien Michael Spiller (Hershel Rhee), Courtney Dietz (Kayla), Michael Hanson (Jake Daniels), Braian Rivera Jimenez (Green), Henry Bazemore Jr. (sergente Crowe), Camry Rose Brault (soldato della spedizione), Monique Grant (colonnello Vickers), J.R. Adduci (Alves).
- Ascolti USA: telespettatori 1.552.000 – rating 18-49 anni 0,40%[21]

## Vieni con me
- Titolo originale: Trust
- Diretto da: Lily Mariye
- Scritto da: Kevin Deiboldt

### Trama
Ezekiel chiede aiuto a Tomi per un'amica che necessita un intervento urgente. I due sottraggono scorte mediche all'ospedale, ma vengono scoperti e arrestati. Carol li fa liberare ed Ezekiel le mostra che ha allestito un ospedale clandestino per curare chi non se lo può permettere e i due aiutano Tomi a terminare l'intervento con successo. Intanto, Rosita ed Eugene raccontano a Connie e Kelly quanto accaduto con Sebastian; le due mostrano la lista di nomi ricevuta dove figura anche April. Eugene chiede aiuto a Max per sottrarre prove dall'ufficio di Pamela; la ragazza si rivolge al fratello restando scandalizzata dal fatto che lui sappia della corruzione presente, ma non faccia nulla, perciò decide di aiutare Eugene e i due si baciano. Mercer, che ha iniziato una relazione con Principessa, confida i dubbi che nutre. Nel frattempo Hornsby raggiunge con un contingente di soldati, tra cui Daryl, Aaron e Gabriel. I due raccontano che gli occupanti hanno ucciso tutti, ma Hornsby è diffidente sospettando sia opera dei loro amici. Per questo decide di condurre tutti a Hilltop, dove chiede a Maggie di setacciare l'insediamento. La ragazza rifiuta e, siccome egli è disposto ad usare anche la forza, Daryl la convince a farli entrare. I soldati non trovano nulla, ma Hornsby avvicina Hershel verificando che il cappello che ha trovato all'edificio sembra suo. Elijah lo aggredisce e ne segue uno stallo alla messicana, ma Daryl un'altra volta fa da paciere e i soldati lasciano Hilltop. Nei boschi, Hornsby rintraccia Leah e le dice di avere un lavoro per lei.
- Guest star: Lynn Collins (Leah Shaw), Josh Hamilton (Lance Hornsby), Margot Bingham (Max Mercer), Ian Anthony Dale (Tomi), Okea Eme-Akwari (Elijah).
- Altri interpreti: Antony Azor (RJ), Kien Michael Spiller (Hershel Rhee), Nicholas Velez (Theo), David Alexander (custode).
- Ascolti USA: telespettatori 1.673.000 – rating 18-49 anni 0,37%[22]

## Dio
- Titolo originale: Acts of God
- Diretto da: Catriona McKenzie
- Scritto da: Nicole Mirante-Matthews

### Trama
Max sottrae delle prove dall'ufficio di Pamela e Connie scrive un articolo che denuncia le menzogne della governatrice, diffuse dagli amici Ezekiel. Intanto Hornsby assolda Leah per assaltare Hilltop con alcuni soldati e uccidere Maggie. Nel frattempo quest'ultima fa rifugiare chi è rimasto a Hilltop in un nascondiglio dei Sussurratori dove sono nascosti Negan e gli altri. Intanto Daryl, Aaron e Gabriel vengono attaccati dai soldati del Commonwealth con cui stanno setacciando l'area, riuscendo però a uccidere i loro aggressori. Leah e i soldati assaltano Hilltop, ma fanno scattare una trappola esplosiva. Leah sopravvive e insegue Maggie nei boschi, riuscendo infine a catturarla. Maggie si libera mentre discutono e le due lottano; quando Leah ha la meglio, Daryl sopraggiunge ed è costretto ad ucciderla per portare Maggie in salvo. I due sfuggono a Hornsby e i soldati sopraggiunti tornando dagli altri. Nel frattempo Hornsby con i soldati prende il controllo di Alexandria, Hilltop e Oceanside, decidendo della sorte di questi ultimi con il lancio di una moneta.
- Guest star: Lynn Collins (Leah Shaw), Josh Hamilton (Lance Hornsby), Margot Bingham (Max Mercer), Laila Robins (Pamela Milton), Angel Theory (Kelly), Medina Senghore (Annie), Okea Eme-Akwari (Elijah), Avianna Mynhier (Rachel Ward), Teo Rapp-Olson (Sebastian Milton).
- Altri interpreti: Gonzalo Menendez (soldato del Commonwealth), Matt Bushell (Romano), Kien Michael Spiller (Hershel Rhee), Gustavo Gomez (Marco).
- Ascolti USA: telespettatori 1.606.000 – rating 18-49 anni 0,39%[23]

## Menzogne
- Titolo originale: Lockdown
- Diretto da: Greg Nicotero
- Scritto da: Julia Ruchman

### Trama
Braccati dai soldati di Hornsby, il gruppo di Daryl e Maggie manda Negan al Commonwealth per mandare un messaggio, in quanto nessuno lo conosce. Una volta arrivato Negan viene interrogato da Mercer e gli riferisce quanto deve, quindi si riunisce a Carol. Nel frattempo scoppia una sommossa popolare in seguito alle rivelazioni emerse dai documenti trafugati da Max, chiedendo che Sebastian sia punito. Carol e Negan individuano il nascondiglio di Sebastian e lo consegnano a Pamela volendo stringere un accordo. Intanto Maggie e gli altri vengono circondati dai soldati, ma Daryl prende in ostaggio Hornsby.
- Guest star: Medina Senghore (Annie), Teo Rapp-Olson (Sebastian Milton), Chelle Ramos (Shira), Michael Tourek (Roman Calhoun).
- Altri interpreti: Antony Azor (RJ), Anabelle Holloway (Gracie), Preston James Hillier (Padre di April), Korbi Dean (Madre di April), Ja'Corey Jones (Guardia di sicurezza), Freddy Boyd (Impiegato governativo), Jonathan Horne (Manifestante), Derek Evans (Soldato con la ricetrasmittente).
- Ascolti USA: telespettatori 1.185.000 – rating 18-49 anni 0,27%[24]

## Un nuovo accordo
- Titolo originale: A New Deal
- Diretto da: Jeffrey F. January
- Scritto da: Corey Reed (soggetto); Corey Reed e Kevin Deiboldt (sceneggiatura)

### Trama
Lo stallo alla messicana viene interrotto dall'arrivo di Carol, Negan, Pamela e Mercer. Hornsby viene usato come capro espiatorio ed imprigionato, riportando la pace nel Commonwealth. Aaron, Jerry, Lydia e Elijah partono per Oceanside per spiegare loro dell'accordo, mentre altri sono indecisi se partire o rimanere. Nel frattempo al Commonwealth è la festa dei Fondatori e Pamela esorta il figlio a fare un discorso per guadagnarsi la fiducia del popolo che dovrà guidare dopo di lei. Durante la celebrazione Shira e Calhoun su ordine di Hornsby uccidono alcuni operai per farli trasformare in vaganti e creare scompiglio. Max registra Sebastian mentre esprime una visione cinica delle cose, rivelando come sua madre scelga personalmente i vincitori della lotteria. La ragazza non vuole infatti salga al potere e durante il suo discorso trasmette la registrazione, suscitando la rabbia della folla. I vaganti si sono però nel frattempo rianimati e scatenano il caos. Durante la confusione Sebastian per vendicarsi spinge Max verso un vagante, ma Eugene interviene lanciandolo contro Sebastian: Judith lo uccide, ma non prima che venga mortalmente ferito mentre la folla guarda inorridita senza intervenire.
- Guest star: Medina Senghore (Annie), Okea Eme-Akwari (Elijah), Teo Rapp-Olson (Sebastian Milton), Chelle Ramos (Shira), Nadine Marissa (Nabila), Michael Tourek (Roman Calhoun).
- Altri interpreti: Antony Azor (RJ), Kien Michael Spiller (Hershel Rhee), Anabelle Holloway (Gracie), Chiara Misawa (Mei), Brian Troxell (Annunciatore), Nick J. McNeil (Capitano del Commonwealth), Raw Leiba (Attila), Michael Proctor (Lothar), Preston James Hillier (Padre di April), Korbi Dean (Madre di April), Lorraine Rodriguez-Reyes (Medico), Elena Sanchez (Squadra di pulizia del Commonwealth #1), Preston Wigasi Brant (Squadra di pulizia del Commonwealth #2).
- Ascolti USA: telespettatori 1.347.000 – rating 18-49 anni 0,29%[25]

## Regno due punto zero
- Titolo originale: Variant
- Diretto da: Karen Gaviola
- Scritto da: Vivian Tse

### Trama
All'indomani della rivolta, Pamela ordina l'arresto di Eugene per l'omicidio di Sebastian, promettendo di perdonare Max se Mercer collabora. Preoccupato per sua sorella, Mercer esegue gli ordini, ma è turbato dalle parole di Max e Principessa di convincerlo che è dalla parte sbagliata. Dopo aver appreso che Max è stata arrestata, Eugene si consegna e affermando di essere l'unico responsabile dell'accaduto. Sebastian si rianima e Pamela, in lutto, fa giustiziare Calhoun e ordina a Lance di dare in pasto il suo cadavere a Sebastian come punizione. Nel frattempo Aaron, Jerry, Lydia ed Elijah, diretti a Oceanside, sono costretti ad accamparsi in una vecchia fiera rinascimentale dopo aver avvistato una mandria. Jerry pensa che potrebbe essere un buon luogo per un nuovo regno, ma la notte vengono attaccati dai vaganti e da quello che il gruppo crede essere un Sussurratore sopravvissuto, poiché può arrampicarsi, aprire porte e usare armi. Dopo averlo abbattuto scoprono che in realtà è solo un vagante diverso dagli altri e Aaron teorizza ci siano altri varianti più pericolose dei soliti. Lydia intanto è incerta se iniziare una relazione con Elijah, ma spronata da Aaron decide di lasciarsi andare. Nel frattempo al Commonwealth Rosita viene catturata da due uomini introdottisi in casa sua.
- Guest star: Okea Eme-Akwari (Elijah), Teo Rapp-Olson (Sebastian Milton), Michael Tourek (Roman Calhoun).
- Altri interpreti: Hayes Mercure (soldato nella zona commerciale), Brittany Guess (Donna spaventata).
- Ascolti USA: telespettatori 1.358.000 – rating 18-49 anni 0,31%[26]

## Quello che abbiamo perso
- Titolo originale: What's Been Lost
- Diretto da: Aisha Tyler
- Scritto da: Erik Mountain

### Trama
Carol e Daryl riescono a sfuggire agli scagnozzi di Pamela e fanno evadere Lance, sapendo che è l'unico che può condurli ai loro amici scomparsi. Daryl elimina il vagante di Sebastian, ma è poi costretto a rimanere indietro per permettere la fuga degli altri due. Nel frattempo Yumiko scopre quanto accaduto e chiede spiegazioni a Pamela, ma lei la ricatta minacciando i suoi amici e Tomi, ordinandole di sostenere l'accusa nel processo farsa di Eugene. Yumiko è combattuto su cosa fare, ma Eugene, che ha accettato il suo possibile destino, la incoraggia ad avere fiducia nei loro amici. Dopo aver appreso della fuga di Daryl, Carol e Lance, Yumiko fa un discorso appassionato sulla giustizia e annuncia pubblicamente che Pamela sta perseguendo ingiustamente Eugene, perciò lo difenderà. Intanto Lance e Carol sfuggono a dei vaganti e vengono salvati dai soldati dall'arrivo di Daryl. Lance rivela che le persone scomparse vengono utilizzate come manodopera in un progetto per estendere la portata del Commonwealth e di un treno di rifornimenti che possono seguire. Daryl e Carol impongono tuttavia a Lance l'esilio ritenendo non meriti più altro: egli cerca di sparare loro contro, ma viene ucciso da Carol.
- Guest star: Ian Anthony Dale (Tomi), Teo Rapp-Olson (Sebastian Milton).
- Altri interpreti: Monique Grant (colonnello Vickers), JoAnn Willette (Lena Brand), Shravan Amin (Funzionario di stampa), Justin W. Walker (Uomo), Katie Causey (Kathleen).
- Ascolti USA: telespettatori 1.355.000 – rating 18-49 anni 0,30%[27]

## Avamposto 22
- Titolo originale: Outpost 22
- Diretto da: Tawnia McKiernan
- Scritto da: Jim Barnes

### Trama
Maggie, Gabriel e Rosita riescono a fuggire dal camion che li sta trasportando e ritrovano Daryl e Carol che stanno seguendo il treno del Commonwealth verso il misterioso Avamposto 22. Nel frattempo gli altri vengono separati: Negan, Ezekiel e Kelly finiscono in un campo di lavoro del Commonwealth. Quest'ultima vuole cercare di fuggire, ma rimane turbata quando tre fuggitivi vengono uccisi senza pietà. Negan convince Ezekiel a mettere da parte le loro divergenze e formare una rivolta contro il capo del campo, chiamato il Guardiano. Intanto, Daryl e gli altri assaltano il treno e salvano Connie che lì si trova prigioniera. Il macchinista viene interrogato, ma si suicida per non rispondere alle domande, temendo ripercussioni sulla sua famiglia. Mentre i prigionieri la sera vengono portati all'Avamposto 22, Rosita via radio finge di essere un soldato disperso e si fa rivelare la posizione dell'avamposto 22, scoprendo che si tratta di Alexandria.
- Guest star: Medina Senghore (Annie), Michael Weaver (Il guardiano), Greg Perrow (Soldato del Commonwealth), Bryan McClure (Residente del Commonwealth).
- Altri interpreti: Kien Michael Spiller (Hershel Rhee), Vincent van Hinte (Soldato Jones), Keller Fornes (Soldato nella torre), Jonathan Bergman (Vagante bambino), Barrett Doyle (Soldato 192), Morgan Davis (Soldato 263), K.D. O'Hair (Soldato 301), Kirk Riley (Soldato di guardia).
- Ascolti USA: telespettatori 1.495.000 – rating 18-49 anni 0,29%[28]

## Fede
- Titolo originale: Faith
- Diretto da: Rose Troche
- Scritto da: Nicole Mirante-Matthews e Magali Lozano

### Trama
Aaron, Lydia, Elijah e Jerry incontrano Luke e Jules, che sono riusciti a sfuggire all'occupazione di Oceanside. Il gruppo si copre di budella per nascondersi dai soldati in un'enorme mandria che contiene vagante che raccoglie un coltello caduto a Lydia,  ma i soldati del Commonwealth spostano la mandria inconsapevoli. Intanto Daryl, Connie, Carol e Maggie si intrufolano ad Alexandria mentre il Guardiano propone a Negan di fare da spia per scoprire chi sta organizzando la rivolta tra i prigionieri. Egli tuttavia se ne assume la responsabilità per diventare un martire, così il guardiano decide di farlo fucilare insieme alla moglie. Ezekiel e gli altri prigionieri si frappongono smuovendo le coscienze dei soldati che disobbediscono all'ordine e il Guardiano viene catturato dal sopraggiunto Daryl. Mentre Carol e Maggie salvano Hershel, Rosita minaccia il Guardiano che si rifiuta di rivelarle dove si trova sua figlia, così lo fa divorare da un vagante. Al Commonwealth nel frattempo Eugene subisce un processo fazioso e Yumiko, certa di avere già perso, cerca di guadagnare l'appoggio della folla e di convincere Mercer a ribellarsi a Pamela. Eugene viene condannato a morte, ma portato davanti a Mercer egli dice che è arrivato il momento di agire.
- Guest star: Dan Fogler (Luke), Medina Senghore (Annie), Michael Weaver (Il guardiano), Okea Eme-Akwari (Elijah), Cameron Scott Roberts (Soldato Tyler Davis), Nadine Marissa (Nabila), Mahdi Cocci (Soldato 197), Elizabeth Becka (Giudice George).
- Altri interpreti: Kien Michael Spiller (Hershel), Alex Sgambati (Jules), Jason Turner (Marcus Colvin), Phil Armijo (Soldato Sanborn).
- Ascolti USA: telespettatori 1.386.000 – rating 18-49 anni 0,28%[29]

## Famiglia
- Titolo originale: Family
- Diretto da: Sharat Raju
- Scritto da: Magali Lozano, Erik Mountain e Kevin Deiboldt

### Trama
Liberata Alexandria, Daryl insieme ai suoi amici e ai prigionieri in grado di combattere usano il treno del Commonwealth per tornare in città e deporre Pamela. Judith, in onore della visione del futuro della sua famiglia, li accompagna. Mentre sono in viaggio Negan ed Ezekiel fanno pace tra loro e Principessa contatta Mercer via radio che fornisce loro indicazioni per un tunnel di accesso segreto che porta in centro città. Pamela tuttavia intuisce cosa stia accadendo, quindi ordina ai soldati leali di attirare una mandria alle porte del Commonwealth per disperdere i cittadini in protesta e fa arrestare Mercer per tradimento. Durante il viaggio con la mandria, Aaron, Jerry e Lydia vengono separati dagli altri e quest'ultima viene morsa, costringendola ad un'amputazione del braccio. Intanto Daryl e gli altri finiscono in una trappola e Judith viene gravemente ferita cercando di salvare Maggie. Nel frattempo la mandria invade il Commonwealth grazie ad alcuni vaganti in grado di arrampicarsi che aprono i cancelli. Pamela si asserraglia nel quartiere ricco dove abita con i suoi soldati, abbandonando i cittadini. Luke e Jules riescono a riunirsi con gli altri che nel frattempo sono sfuggiti all'imboscata e cercano di portare Judith in ospedale.
- Guest star: Dan Fogler (Luke), Medina Senghore (Annie), Okea Eme-Akwari (Elijah), Cameron Scott Roberts (Soldato Tyler Davis), Kerry Cahill (Dianne), Nadine Marissa (Nabila).
- Altri interpreti: Antony Azor (RJ), Kien Michael Spiller (Hershel), Anabelle Holloway (Gracie), Alex Sgambati (Jules), Monique Grant (Colonnello Vickers), Dexter Tillis (Tenente Rose), Onye Eme-Akwari (Soldato Anton), Marc Prizov (Soldato nel tunnel), Chase Anderson (Soldato Livits).
- Ascolti USA: telespettatori 1.468.000 – rating 18-49 anni 0,29%[30]

## Riposa in pace
- Titolo originale: Rest in Peace
- Diretto da: Greg Nicotero
- Scritto da: Angela Kang (soggetto); Corey Reed e Jim Barnes (sceneggiatura)

### Trama
Jules viene divorata dall'orda mentre cercano di sfuggirgli e Luke muore dissanguato dopo essere stato morso. Nel frattempo Rosita, Gabriel e Eugene salvano Coco e gli altri bambini, ma Rosita viene morsa alla spalla mentre cercano di fuggire. L'ospedale viene invaso e Judith viene portata in un rifugio dove viene curata da Tomi, mentre Principessa e Max liberano Mercer, che guida i suoi uomini in aperta ribellione contro Pamela. Quando i due schieramenti si trovano di fronte, Daryl fa un discorso appassionato che fa deporre le armi: Pamela viene arrestata e i cittadini portati al sicuro. Riunitisi con Aaron, Lydia, Jerry ed Elijah, il gruppo attira la mandria nelle tenute facendole poi esplodere, salvando il Commonwealth. Rosita rivela di essere stata morsa e muore pacificamente, mentre Maggie spiega a Negan che non riesce a perdonarlo, ma decide comunque di provare a superare la rabbia nei suoi confronti. Un anno dopo, Ezekiel è il nuovo governatore del Commonwealth, coadiuvato da Mercer e da Carol, Alexandria è stata rifondata e le comunità rimangono unite nella creazione di un futuro migliore. Eugene e Max hanno avuto una figlia, chiamata Rosie in onore di Rosita, mentre Negan ha deciso di abbandonare le comunità con la sua famiglia. Daryl decide di partire alla ricerca di Rick, consapevole che l’amico è ancora vivo mentre altrove, Michonne continua anch'essa la ricerca di Rick. Quest'ultimo, ancora vivo, dopo avere lasciato i suoi averi trovati da Michonne sull’isola di Bloodsworth, è costretto ad arrendersi da un elicottero della MRC.
- Special guest star: Andrew Lincoln (Rick Grimes), Danai Gurira (Michonne).
- Guest star: Dan Fogler (Luke), Ian Anthony Dale (Tomi), Okea Eme-Akwari (Elijah), Kerry Cahill (Dianne), Alex Sgambati (Jules), Nadine Marissa (Nabila), Anabelle Holloway (Gracie).
- Altri interpreti: Kien Michael Spiller (Hershel Rhee), Antony Azor (RJ), Chiara Misawa (Mei), Monique Grant (Colonnello Vickers), Dexter Tillis (Tenente Rose), Preston James Hillier (Padre di April), Korbi Dean (Madre di April).
- Nota: l'episodio ha una durata di 64 minuti, 22 minuti in più rispetto a un episodio regolare.
- Ascolti USA: telespettatori 2.268.000 – rating 18-49 anni 0,66%[31]